# Takeo Doi
Takeo Doi (土井 武夫 Doi Takeo?,  31 de octubre de 1904 – 24 de diciembre de 1996) fue un ingeniero aeronáutico japonés.
Diseñó muchas de las aeronaves utilizadas por Servicio Aéreo del Ejército Imperial Japonés durante la Segunda Guerra Mundial. Se considera que su trabajo más importante fue el Kawasaki Ki-61 (designación aliada “Tony”). Tras el fin de la guerra, fue uno de los diseñadores jefes del primer y único avión de la Nihon Aircraft Manufacturing Corporation, el NAMC YS-11.

## Biografía
Takeo Doi nació en la ciudad de Yamagata (Yamagata) en 1904. Realizó sus estudios secundarios en la secundaria Yamagata (dependiente de la Universidad de Yamagata) en 1924, y se recibió de Ingeniero Aeronáutico por la Universidad de Tokio en 1927. Durante su etapa universitaria, fue compañero de Jirō Horikoshi (el diseñador del Mitsubishi A6M Zero) junto a otros destacados ingenieros aeronáuticos japoneses.
En 1927, iniciaría su carrera en el Departamento de Aeronáutica de los astilleros Kawasaki, que en 1937 se convertiría en la Compañía Aeronáutica Kawasaki, con sede en Kōbe. Estos fueron los predecesores de la actual Kawasaki Heavy Industries. Durante ese tiempo, el ingeniero alemán Richard Vogt se encontraba como asesor técnico en la Kawasaki, ya que había sido invitado por la empresa para enseñar las técnicas utilizadas en Dornier Flugzeugwerke. Como diseñador jefe, Vogt educó a Doi para ser su sucesor en la compañía. Trabajaron juntos en muchos proyectos, como el caza biplano KDA-5 Army Type 92, el avión de reconocimiento KDA-2 Army Type 88, el caza KDA-3 y el caza biplano KDA-5 Army Type 92-I.

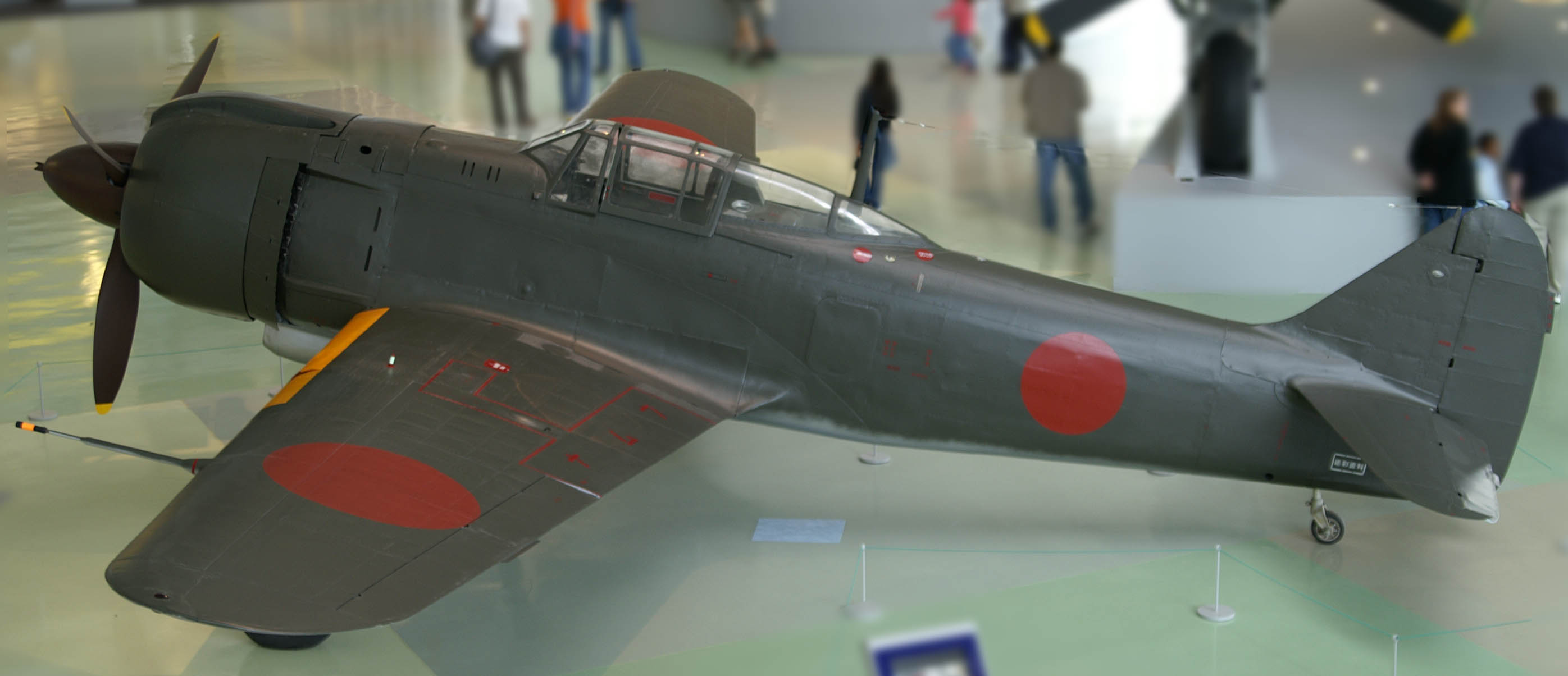
Un Kawasaki Ki-100 en exhibición en un museo de la Royal Air Force

Durante este periodo, Doi fue enviado a Europa, donde trabajó durante un año y medio, aprendiendo técnicas utilizadas por empresas de aquel continente. Estando en el Reino Unido, Doi prestó mucha atención al trabajo realizado por George Dowty, fundador de la empresa Dowty. Como la tecnología de Dowty en sistemas hidráulicos era lo último en tecnología y cumplía con los requisitos de los militares japoneses, terminó adquiriendo el tren de aterrizaje fabricado por la compañía para el caza Type 92-I. Esta decisión ayudó a Dowty a desarrollar su subsidiaria especializada en el ámbito aeroespacial, Dowty Aviation, y se convirtió en un hito para la expansión del grupo Dowty Equipment a partir de entonces. Por extraña coincidencia, el sucesor de la empresa,  Dowty Rotol, era el proveedor de las hélices utilizadas en el avión de pasajeros NAMC YS-11.

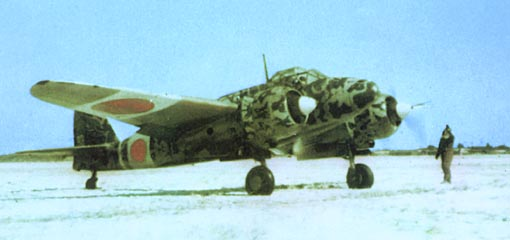
Doi no solo diseñó aeronaves monomotor, sino también de múltiples motores como el Kawasaki Ki-45 "Toryu"

Tras el regreso de Vogt a Alemania, Doi se convirtió en el diseñador jefe en la oficina de diseño de Kawasaki hasta que la compañía cesara sus operaciones tras la rendición de Japón. Durante esta etapa, se considera que trabajo más importante fue el caza Kawasaki Ki-61, el rendimiento de esta aeronave era equiparable con la del Mitsubishi A6M Zero, diseñado por su compañero universitario Jirō Horikoshi. En total se construyeron 3.078 Ki-61.

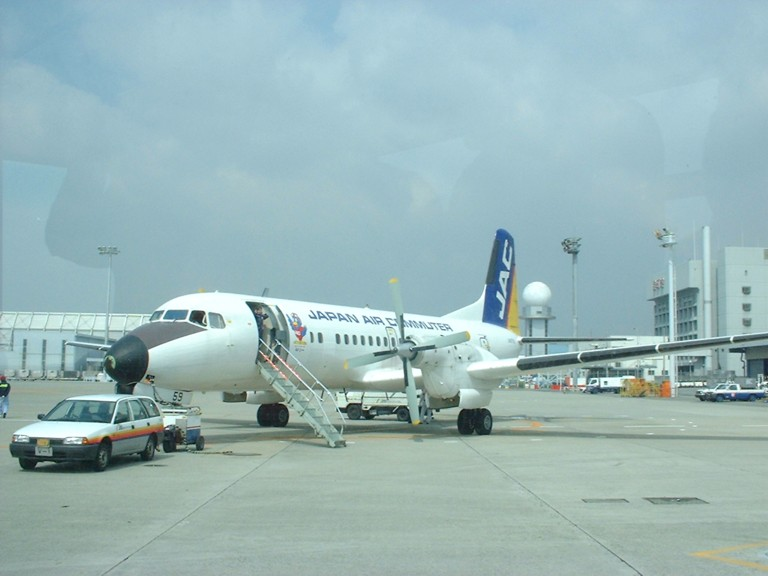
Un NAMC YS-11 de Japan Air Commuter (JAC). El YS-11 es el único avión de pasajeros comercialmente exitoso fabricado en Japón. Doi se unió al equipo como Diseñador Jefe encargado del equipamiento aeronáutico.

Con el fin de la guerra, Doi se vio obligado a interrumpir su trabajo por órdenes del Comandante Supremo de las Fuerzas Aliadas hasta 1952. Durante este período, trabajó como jornalero, mientras continuaba confiando en que eventualmente regresaría al campo de la aviación, mientras investigaba sobre la última tecnología en el campo junto a su mejor amigo Kimura, que había sido despedido de la Universidad de Tokio.
Con el fin de las restricciones impuestas por los aliados, el Ministerio de Industria y Comercio Internacional, anunció la construcción de una aeronave civil comercial mediana. Se estableció en abril de 1957 un consorcio de empresas denominado Nihon Aircraft Manufacturing Corporation (NAMC), fundada por los ejecutivos de Mitsubishi Heavy Industries, Fuji Heavy Industries, ShinMaywa, Grupo Sumitomo, Aeronaves Japón, Aeronaves Showa y Kawasaki Heavy Industries. Doi fue asignado Diseñador Jefe del equipamiento aeronáutico de la nave.
Cuando el trabajo en el YS-11 terminó, Doi se retiró de la industria y empezó a trabajar como docente en la Universidad Meijo. También fue consejero de la Sociedad Japonesa de Ciencias Aeronáuticas, fideicomisario de la Asociación Aeronáutica de Japón y asesor emérito de Industrias Kawasaki.
Los detalles de su filosofía sobre el diseño de aeronaves se escribieron en sus memorias, publicadas en 1989, donde trataba la política de diseño, la historia de desarrollo de la tecnología de la aviación y su vida personal.

## Aeronaves diseñadas por Doi
- Kawasaki Ki-10
- Kawasaki Ki-45
- Kawasaki Ki-48
- Kawasaki Ki-56
- Kawasaki Ki-61
- Kawasaki Ki-100
- NAMC YS-11
- Kawasaki P-2J (una versión modificada del P-2 Neptune para la Armada Japonesa)